# Ichneutica skelloni
Ichneutica skelloni là một loài bướm đêm trong họ Noctuidae.